# Fabio Giongo
Fabio Giongo (* 8. September 1928 in Mailand; † 13. September 2019 in Nürnberg) war ein italienischer Opernsänger (Bassbariton).

## Leben

### Ausbildung und Anfangsjahre
Fabio Giongos Eltern stammten beide aus Triest. Sie waren während der Habsburgermonarchie als Österreicher geboren worden und waren „mitteleuropäisch geprägt“. Giongo studierte zunächst Tierheilkunde an der Universität Genua. Nach Entdeckung seiner „schönen Stimme“ nahm er Gesangsunterricht, zunächst in Genua, später dann in Rom und Mailand. 1948 debütierte er im Alter von 19 Jahren am Opernhaus von Genua als Colline in La Bohème. Damals ging Giongo karrieretechnisch noch davon aus, dass er als „Seriöser Bass“ weitersingen würde. Nach seinem Debüt trat er zunächst in Spoleto auf und war als Konzertsänger in Rom tätig. Mit dem Colline gastierte er 1952 auch am Opernhaus von Monte Carlo.
Sein erstes Festengagement erhielt er 1953 auf Vermittlung eines Kapellmeisters aus dem belgischen Gent, den er in Italien kennengelernt hatte, am Königlichen Opernhaus in Gent und Antwerpen, zunächst für zwei Jahre. Nach zwei Jahren wurde der Vertrag um weitere zwei Jahre bis 1957 verlängert. In seiner ersten Spielzeit in Gent sang er sogleich 15 große Fachpartien und bereitete dort sukzessive den Wechsel ins heldische Bassbariton-Fach vor. 1957 kam Giongo nach Deutschland, wo er an das Hessische Staatstheater Wiesbaden verpflichtet wurde, dem er bis 1960 angehörte. Dort sang er u. a. unter der Leitung von Wolfgang Sawallisch in Wagners Der Ring des Nibelungen die Rollen Wotan/Wanderer und Hagen.
Von 1960 bis 1968 war er anschließend festes Ensemblemitglied der Deutschen Oper am Rhein in Düsseldorf und Duisburg. Dort arbeitete er u. a. mit Alberto Erede und Horst Stein zusammen. Zu seinen Düsseldorfer Rollen gehörten Simon Boccanegra, Jago, Sebastiano, Golaud und die Titelrolle in Der Gefangene. In diese Zeit fielen auch Giongos erste wichtige internationale Gastspiele.

### Festengagement am Opernhaus Nürnberg
Im September 1966 gastierte Giongo in der Titelrolle der Oper Der Fliegende Holländer (an der Seite von Liane Synek als Senta) am Opernhaus Nürnberg. Mit Beginn der Spielzeit 1968/69 wurde er dann als festes Ensemblemitglied an das Opernhaus Nürnberg engagiert, wo er im September 1968 als Don Giovanni debütierte. Dem Nürnberger Ensemble gehörte Giongo ohne Unterbrechung für 25 Jahre bis zum Ende der Spielzeit 1993/94 an. Im Verlauf seines Nürnberger Engagements sang er „viele wichtige und große Partien“ der italienischen Opernliteratur, vor allem in den Opern von Giuseppe Verdi, sowie des Helden- und Charakterbaritons. Als seine besondere Glanzrolle galt der Don Giovanni. Giongo wurde aber insbesondere auch als Wagner-Interpret geschätzt. In seiner ersten Nürnberger Spielzeit sang er nach dem Don Giovanni anschließend auch gleich Jago (Premiere: Dezember 1968), kurz darauf folgte der Don Pizarro. Außerdem war er in der Spielzeit 1968/69 an der Seite von Grit van Jüten der Tonio in einer Neuinszenierung von Leoncavallos Der Bajazzo. In der Spielzeit 1969/70 übernahm er den Telramund in einer Lohengrin-Neuinszenierung. In der Spielzeit 1970/71 sang er die Titelrolle in Rigoletto. In der Spielzeit 1973/74 sang er die Titelpartie in einer Premierenproduktion der Cardillac-Urfassung. In der Spielzeit 1974/75 sang er den Doktor in einer Neuinszenierung von Wozzeck (Regie: Hansgünther Heyme). 1978 übernahm er den Alberich in Das Rheingold (Premiere: Juli 1978; Regie: Hansgünther Heyme, Dirigent: Hans Gierster) im danach aus Kostengründen abgebrochenen Nürnberger Ring-Zyklus. In der Spielzeit 1978/79 sang er den Fürst Galitzki in einer Neueinstudierung der Oper Fürst Igor.
Zu seinen weiteren Rollen am Opernhaus Nürnberg gehörten u. a. Macbeth (Neuinszenierung, Spielzeit 1973/74, mit Elizabeth Kingdon ala Lady Macbeth), Ford, Amonasro (Neuinszenierung, Spielzeit 1976/77), Monterone in Rigoletto (Neuinszenierung, Spielzeit 1978/79, später u. a. auch im Mai 1988 in einer Gala-Vorstellung an der Seite von Leo Nucci), Scarpia, Klingsor, Don Alfonso und wieder, wie bereits an der Deutschen Oper am Rhein, Golaud (Spielzeit 1978/79, in einer Neu-Produktion) und Sebastiano (Spielzeit 1980/81 und Spielzeit 1981/82, alternierend mit Bent Norup). Häufig sang er in Nürnberg alljährlich in der Vorweihnachtszeit auch den Besenbinder Peter in der Märchenoper Hänsel und Gretel.
Neben den Heldenrollen trat er in Nürnberg auch in den heiteren Partien der italienischen Buffo-Opern auf, so als Don Pasquale (Neuinszenierung Spielzeit 1979/80), als „Mamma Agata“ und als Gianni Schicchi (Neuinszenierung Spielzeit 1978/79). Weitere komödiantische Rollen Giongos waren Don Magnifico in La Cenerentola (Neuinszenierung in der Spielzeit 1981/82), Bartolo in Der Barbier von Sevilla (Neuinszenierung in der Spielzeit 1983/84), Geronimo in Die heimliche Ehe und der Telemann’sche Pimpinone, mit dem er in Nürnberg großen Erfolg hatte. Außerdem sang er im deutschen Fach den Stadinger in Der Waffenschmied (Spielzeit 1984/85). Gelegentlich übernahm Giongo auch Operettenrollen, u. a. den Oberst Ollendorf in Der Bettelstudent und den Gefängnisdirektor Frank in Die Fledermaus.
Als festes Nürnberger Ensemblemitglied interpretierte Giongo regelmäßig auch viele kleinere und mittlere Partien, wo er sich ebenfalls „mit großem Engagement einsetzte“. Zu diesen Rollen gehörten u. a. Graf Lamoral in Arabella (Premiere: Dezember 1980; Inszenierung: Hans Neugebauer, Dirigent: Hans Gierster), Mr. Gedge in Albert Herring (Premiere: Spielzeit 1980/81, Regie: Uwe Kreyssig), Baron Douphal in mehreren La Traviata-Inszenierungen, Schaunard in La Bohème (zuletzt im Juni/Juli 1992), Truffaldin in Ariadne auf Naxos (u. a. im Juni 1986 in einer Gala-Vorstellung mit Janis Martin) und, nahezu 15 Jahre ohne Unterbrechung, der 2. Geharnischte in Mozarts Die Zauberflöte (Regie: Peter Beauvais).

### Einsatz für die Moderne
Giongo übernahm während seiner Karriere insbesondere auch Partien aus dem Bereich der Moderne. Der Musik des 20. Jahrhunderts galt dabei sein besonderes Interesse. Während seines Engagements in Nürnberg entwickelte sich Giongo zu einem Spezialisten für zeitgenössische Rollen, in denen er als Sänger-Darsteller „unvergeßliche Interpretationen“ bot.
In der Spielzeit 1979/80 sang er am Opernhaus Nürnberg in Le Grand Macabre den Nekrotzar; in dieser Rolle gastierte er mit dem Nürnberger Ensemble im November 1981 auch beim Steirischen Herbst in Graz. In der Spielzeit 1981/82 übernahm er die Titelrolle in Lear (Dirigent: Wolfgang Gayler) und gestaltete, als „Besetzung, die keinen Vergleich zu scheuen braucht[e]“, die Titelpartie „differenziert“, „wortverständlich bis ins brüchige Stammeln“, die immensen vokalen Anforderungen „artistisch meisternd“. In der Spielzeit 1982/83 war Giongo, an der Seite von Johanna-Lotte Fecht, der Schuster in Udo Zimmermanns Oper Die wundersame Schustersfrau, wobei er „alles Leid, allen Trotz, alle Verzweiflung, Resignation, aber auch alle Güte so unverstellt natürlich (und zugleich expressiv) ausspielt[e], daß die interessanten Charakterfacetten dieser Figur voll ausgeschöpft“ waren. In der Spielzeit 1983/84 folgte die Titelrolle in der Nürnberger Erstaufführung der Oper Baal von Friedrich Cerha. In der Spielzeit 1985/86 gehörte Giongo als Plunkett zur Besetzung der Nürnberger Inszenierung von Hans Werner Henzes Oper Die englische Katze. Im Juni 1987 sang er, an der Seite von Gail Steiner, den Pastor und Vater der weiblichen Hauptfigur Else in der Uraufführung der Oper Sturmnacht von Wolfgang-Andreas Schultz. In der Spielzeit 1990/91 war er der Leopold Bloom in Hans Zenders Oper Stephen Climax.

### Premierenrollen 1985–1988 (Auswahl)
Zu Giongos Premierenrollen in der Spielzeit 1985/86 gehörten u. a. Doktor Bartolo in Le nozze di Figaro (Regie: Ernst Seiltgen) und Maurizio in Die vier Grobiane (Regie: Wolfgang Weber). In der von heftigen Tumulten und Zwischenrufen begleiteten Premiere von Die Macht des Schicksals (Dezember 1985, Regie: Kurt Josef Schildknecht) verlieh Giongo dem Fra Melitone „unaufdringliche Komik“ und bewahrte zugleich Nerven, indem er unbeirrt weitersang, als „bei Melitones Strafpredigt der Publikumszorn erwachte“.
In der Spielzeit 1986/87 übernahm Giongo den Beckmesser in einer Meistersinger-Neuinszenierung von Heinz Lukas-Kindermann (Musikalische Leitung: Gustav Kuhn, Premiere: November 1986). Mit Partnern wie Bent Norup und Franz Ferdinand Nentwig (1929–2015) als Hans Sachs sang er bis Mai 1989 den Beckmesser in allen Vorstellungen dieser Produktion. In der Spielzeit 1987/88 folgte als weitere Premierenrolle für Giongo der Polizeikommissär in einer Neuinszenierung der Strauss-Oper Der Rosenkavalier (Premiere: Oktober 1987, Musikalische Leitung: Christian Thielemann), den er bis Januar 1992 ebenfalls in allen Aufführungen dieser Inszenierung u. a. an der Seite von June Card, Ursula Wendt-Walther, Csilla Zentai, Gwyneth Jones und Anna Tomowa-Sintow als Marschallin verkörperte. Im Dezember 1987 sang er den Landstreicher Haraschta in einer Neuinszenierung der Janáček-Oper Das schlaue Füchslein. In der Spielzeit 1988/89 folgte, wieder unter Christian Thielemann, der Kardinallegat Morone in Palestina (Premiere: Oktober 1988; Regie: Hansjörg Utzerath).
Außerdem sang er in diesen Jahren als „Hausbesetzung“ von März 1988 bis November 1990 u. a. den Nabucco (Premiere: Spielzeit 1987/88, Premierenbesetzung: Andreas Förster) und den Kühleborn in Undine (u. a. im Mai 1988, Premierenbesetzung: Bent Norup). Im Januar und Juni 1990 übernahm er in zwei Vorstellungen noch einmal seine frühere Glanzpartie, den Telramund in Lohengrin.

### Späte Rollen
Giongos letzte Opernpremieren waren Brittens Tod in Venedig in der Inszenierung von John Dew (Premiere: Spielzeit 1991/92, Wiederaufnahme: Spielzeit 1992/93), in der er die sieben als allegorische Todesboten identifizierbaren Bassbariton-Rollen sang, und im folgenden Jahr Die Sache Makropulos (Spielzeit 1992/93, Regie: John Dew), wo er als Rechtsanwalt Dr. Kolenatý seinen „Teil zum erfreulichen Gesamtergebnis beitrug“.
Zu Giongos letzten Rollen am Opernhaus Nürnberg gehörten der Fabrikant Oberholzer in einer Neuinszenierung von Das Feuerwerk (Premiere: Spielzeit 1990/91, zuletzt im Juli 1993), der 2. Geharnischte in Die Zauberflöte (zuletzt im Juli 1993) und die Rolle des Baron Mirko Zeta in der Lehár-Operette Die lustige Witwe, in der er von Januar 1993 bis April/Mai 1994 noch einmal auf der Bühne stand. Im Juli 1994 ging Giongo mit Spielzeitende in den Ruhestand.

### Gastspiele
1960 gastierte Giongo am Opernhaus Zürich mit den Rollen der vier Bösewichter in Hoffmanns Erzählungen. Im August 1960 übernahm er an der Staatsoper Berlin als Gast die Rolle des Pater Guardian in Die Macht des Schicksals. Er gastierte außerdem in Berlin (1960), München und an der Wiener Staatsoper (November 1966) als Morone in Palestrina. Er trat weiters in Hamburg, an der Oper Köln, am Stadttheater Basel, am Opernhaus Kairo und an französischen Theatern auf. 1967 sang er an der Seite von Birgit Nilsson und Wolfgang Windgassen den Gunther im Ring-Zyklus am Teatro Colón in Buenos Aires. In dieser Produktion war er zugleich als Zweitbesetzung und Cover für den Wotan vorgesehen. Ab 1970 trat er wieder an italienischen Bühnen auf, so in der Saison 1973/74 in Florenz.

### Privates
Giongo war verheiratet und lebte nach Beendigung seiner Bühnenkarriere weitgehend zurückgezogen in Nürnberg-Erlenstegen. Privat widmete er sich der Malerei, wobei häufig Ölgemälde mit figurinenhaften Motiven entstanden. Seine Bilder wurden mehrfach im Foyer des Opernhauses Nürnberg präsentiert und bei Ausstellungen gezeigt. Giongo starb kurz nach seinem 91. Geburtstag. Die Urnenbeisetzung fand im Oktober 2019 auf dem Nürnberger Westfriedhof statt.

## Tondokumente
Auf Schallplatte wurde ein „Querschnitt“ aus der Oper Don Giovanni veröffentlicht, in dem Giongo den Titelhelden singt. Seine Partner sind Ingrid Bjoner (Donna Anna) und Josef Traxel (Don Ottavio). Es dirigiert Fritz Zaun. Außerdem existiert ein Live-Mitschnitt der Götterdämmerung aus Buenos Aires unter der musikalischen Leitung von Ferdinand Leitner.